# N'Délé
N'Délé (sau Ndélé)  este un oraș  în partea de vest a Republicii Centrafricane. Este reședința prefecturii  Bamingui-Bangoran.

## Tata-ul
Tata- ul este un palat fortificat situat pe o colină care domină localitatea. A fost construit de către sultanul Mohammed al-Senoussi în secolul al 18-lea. Acesta împreună cu peșterile Kaga-Kpoungouvou și orașul propriu-zis au fost înscrise pe liste tentativelor UNESCO la data de 11 aprilie 2006.